# 한훈 (전한)
한훈(韓勳, ? ~ 기원전 13년)은 전한 후기의 관료로, 자는 장빈(長賓)이며 경조윤 두릉현(杜陵縣) 사람이다.

## 행적
좌풍익·중소부(中少府)·집금오·광록훈을 역임하였고, 우장군을 지내다가 죽었다.

## 출전
- 반고, 《한서》 권19하 백관공경표 下

| 전임 호상 | 전한의 좌풍익 기원전 28년 ~ 기원전 26년 | 후임 무 |

| 전임 한립 | 전한의 집금오 기원전 17년 ~ 기원전 15년 | 후임 적방진 |

| 전임 공광 | 전한의 광록훈 기원전 15년 ~ 기원전 14년 | 후임 사단 |

| 전임 신경기 | 전한의 우장군 기원전 14년 ~ 기원전 13년 | 후임 염포 |